# Elizabeth Spencer
Pour les articles homonymes, voir Elizabeth Spencer (écrivain) et Spencer.
Elizabeth Spencer, comtesse de Pembroke et de Montgomery (janvier/mars 1737 - 30 avril 1831) est une aristocrate britannique.

## Biographie

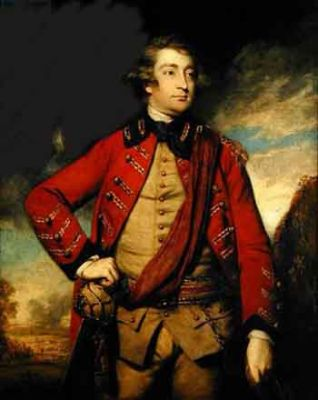
Henry Herbert, comte de Pembroke, portrait de Joshua Reynolds

Elizabeth est la fille de Charles Spencer, troisième duc de Malborough, et d'Elizabeth Trevor. Elle est la sœur de George Spencer, quatrième duc de Marlborough, et de Diana Beauclerk, vicomtesse de Bolingbroke. Elle épouse à dix-neuf ans Henry Herbert, dixième comte de Pembroke. 
Elle est admirée par George III au début des années 1760 et devient Lady of the Bedchamber de son épouse la reine Charlotte de Mecklembourg-Strelitz. Le couple royal passe deux nuits à Wilton House, résidence d'Henry et Elizabeth, en 1778. 
«Les maris sont des animaux redoutables et puissants», écrit Elizabeth, qui souffre depuis longtemps des infidélités de son mari, après s'être réconciliée lui en 1762, bien qu'elle ait réussi à empêcher le fils illégitime de celui-ci de conserver le nom de Herbert.  
Elle et Henry finissent par vivre dans des appartements séparés à Wilton (lui en bas, elle à l'étage), puis elle part pour Pembroke Lodge à Richmond Park en 1788, que le roi a mis à sa disposition. Cependant, le roi, qui a été attiré toute sa vie par Elizabeth, subit sa première crise de folie la même année et elle doit endurer l'embarras de ses attentions sporadiques et non désirées jusqu'à son rétablissement plus tard dans l'année. 

## Descendance
Malgré les liaisons fréquentes de Henry, leur mariage ne fut pas sans enfants : 
| Nom                                                               | Naissance         | Décès           | Remarques                                                                                    |
| ----------------------------------------------------------------- | ----------------- | --------------- | -------------------------------------------------------------------------------------------- |
| George Herbert, 11ème comte de Pembroke, 8ème comte de Montgomery | 10 septembre 1759 | 26 octobre 1827 | marié d’abord en 1787 à Elizabeth Beauclerk puis en 1808 avec Catherine Semyonovna Vorontsov |
| Charlotte Herbert                                                 | 14 juillet 1773   | 21 avril 1784   |                                                                                              |

## Dans la fiction
Elle apparaît dans le film La folie du roi George (1994) interprétée par Amanda Donohoe, mais des différences sont à noter :
- Le film se déroule en 1788 et elle était donc en réalité beaucoup plus âgée que décrite dans l'oeuvre.
- La mention de sa belle-mère qui "a perdu la tête" est une invention, puisque sa belle-mère, Mary FitzWilliam est décédée en 1769.
- Le roi la présente : "C'est Lady Pembroke. Belle femme, quoi ? Fille du duc de Marlborough. Des trucs de généraux. Sang de Blenheim. Le mari est un vaurien.".
- Le film montre le roi fou la harcelant, mais elle et la reine lui reste fidèle.

## Sources
- Arbre généalogique de la famille Humphrys
- Henry, Elizabeth et George: lettres et journaux intimes de Henry, 10e comte de Pembroke et de son cercle (1734–80), 16e comte, 1939, republié ainsi: Les papiers de Pembroke, vol. I (1734–80), 1942–50.
- Les papiers de Pembroke, vol. II (1780-1794), 16 e comte, 1950, [EUL] 9 (42073) Pem.